# フリードリッヒ・モース
フリードリッヒ・モース（Friedrich Mohs、1773年1月29日 - 1839年9月29日）は、ドイツの地質学者・鉱物学者。
1812年からグラーツの工科大学、1817年からフライベルク鉱山大学（現在のフライベルク工科大学）、1826年からウィーン大学で教授をつとめ、鉱物学の研究をした。1812年、「モースの硬度計」を考案した。